# Horní Počernice
Horní Počernice (německy Ober Potschernitz) jsou městská čtvrť a katastrální území Prahy, které je jedinou částí tvořící území městské části Praha 20 (do 31. prosince 2001 Praha-Horní Počernice). Leží v městském obvodu Praha 9, na východním okraji Prahy při silnici na Poděbrady. V letech 1969–1974 byly Horní Počernice městem. Rozlohou téměř 17 km² jsou největší pražskou čtvrtí.

## Historický přehled
První důkaz o osídlení území, na kterém se rozkládají dnešní Horní Počernice, pochází z období kolem roku 4500 př. n. l. Osídlování probíhalo pravděpodobně ve dvou na sobě nezávislých proudech a časových vlnách. První proti proudu Vltavy podél Rokytky a Svépravického potoka. Druhá proti proudu řeky Labe a zde přes hřeben u Nehvizd do údolí Svépravického potoka. Z tohoto období byly v oblasti Chval nalezeny různé exempláře pazourků. V centru Horních Počernic byla zmapována chata laténské kultury z mladší doby železné. Nejvýznamnější archeologická lokalita byla ovšem slovanská, z doby hradištní (asi z 11. století), objevená v roce 1968 v poloze Na Chvalce a datovaná podle zlomků keramiky.
První písemná zpráva o obci Počernice pochází z roku 1322, kdy ji vlastnil staroměstský měšťan Zipota Benešovský, stejně jako Čertousy, v nichž vystavěl tvrz. Prodal je roku 1357 pražskému arcibiskupovi Arnoštovi z Pardubic, který ji postoupil pražské univerzitě. Koupi roku 1366 potvrdil císař Karel IV. Univerzita postupovala právem zákupným pozemky různým majitelům, kteří v Horních Počernicích do třicetileté války vybudovali dvory a založili rozsáhlý chov ovcí. Univerzitě patřila ves i po třicetileté válce, kdy zde podle berní ruly stálo deset selských domů a tři domy chalupnické, další usedlosti byly pobořeny. Horní Počernice později patřily pod michelské panství a vrchnost zde zřídila školu a hospodu. V polovině 19. století již bylo ve vsi evidováno 70 domů a 600 obyvatel.

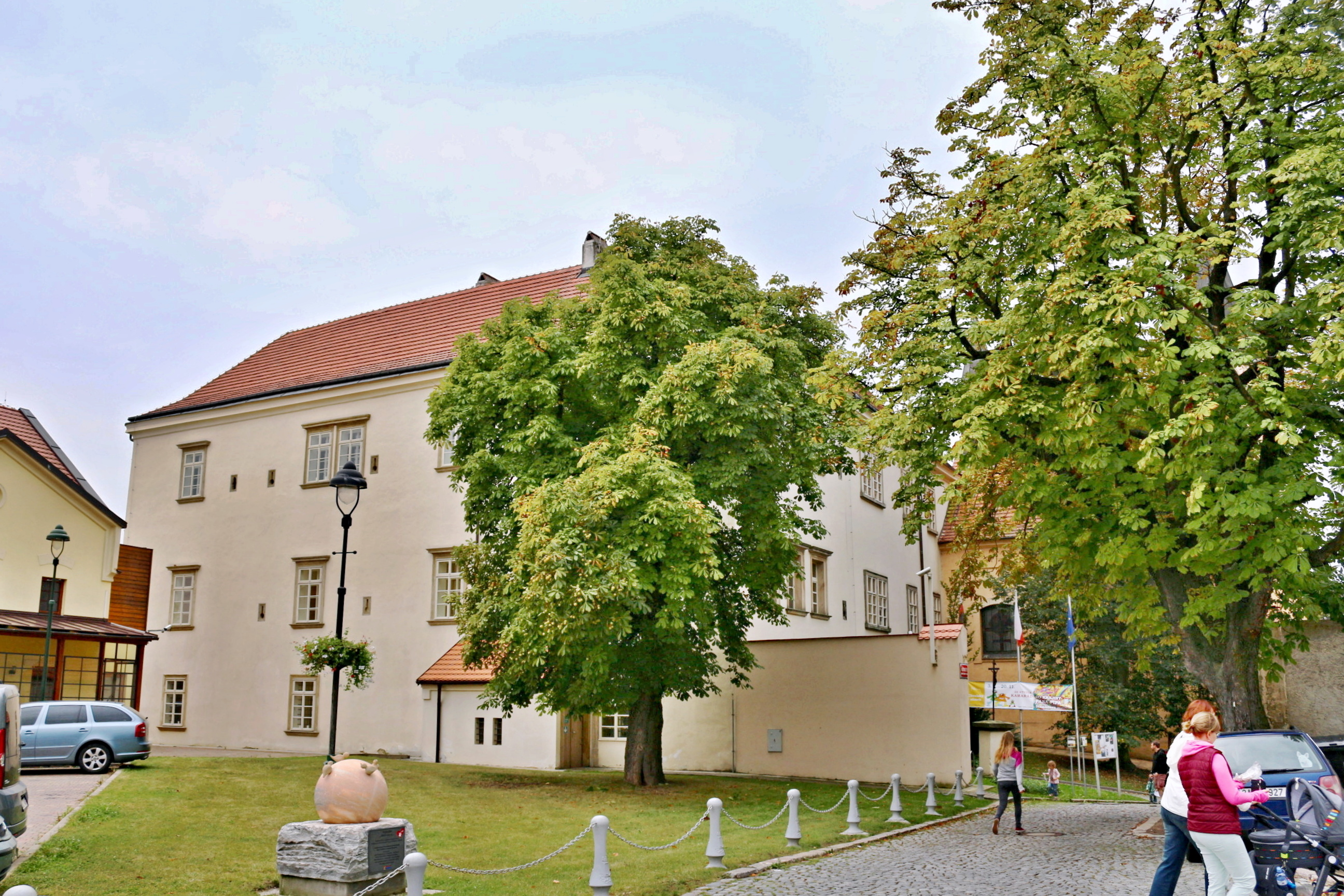
Chvalská tvrz

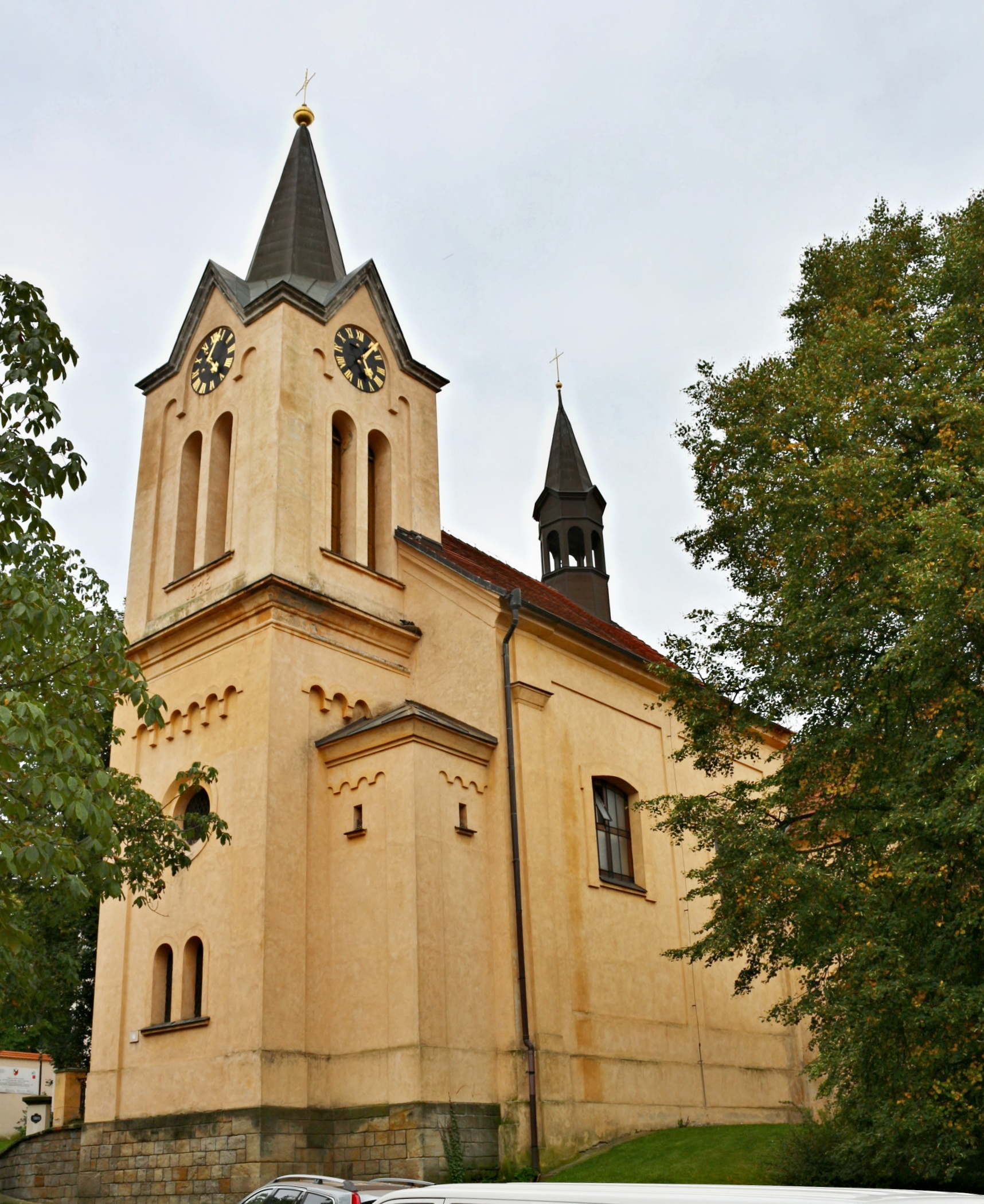
Chvaly, kostel svaté Ludmily

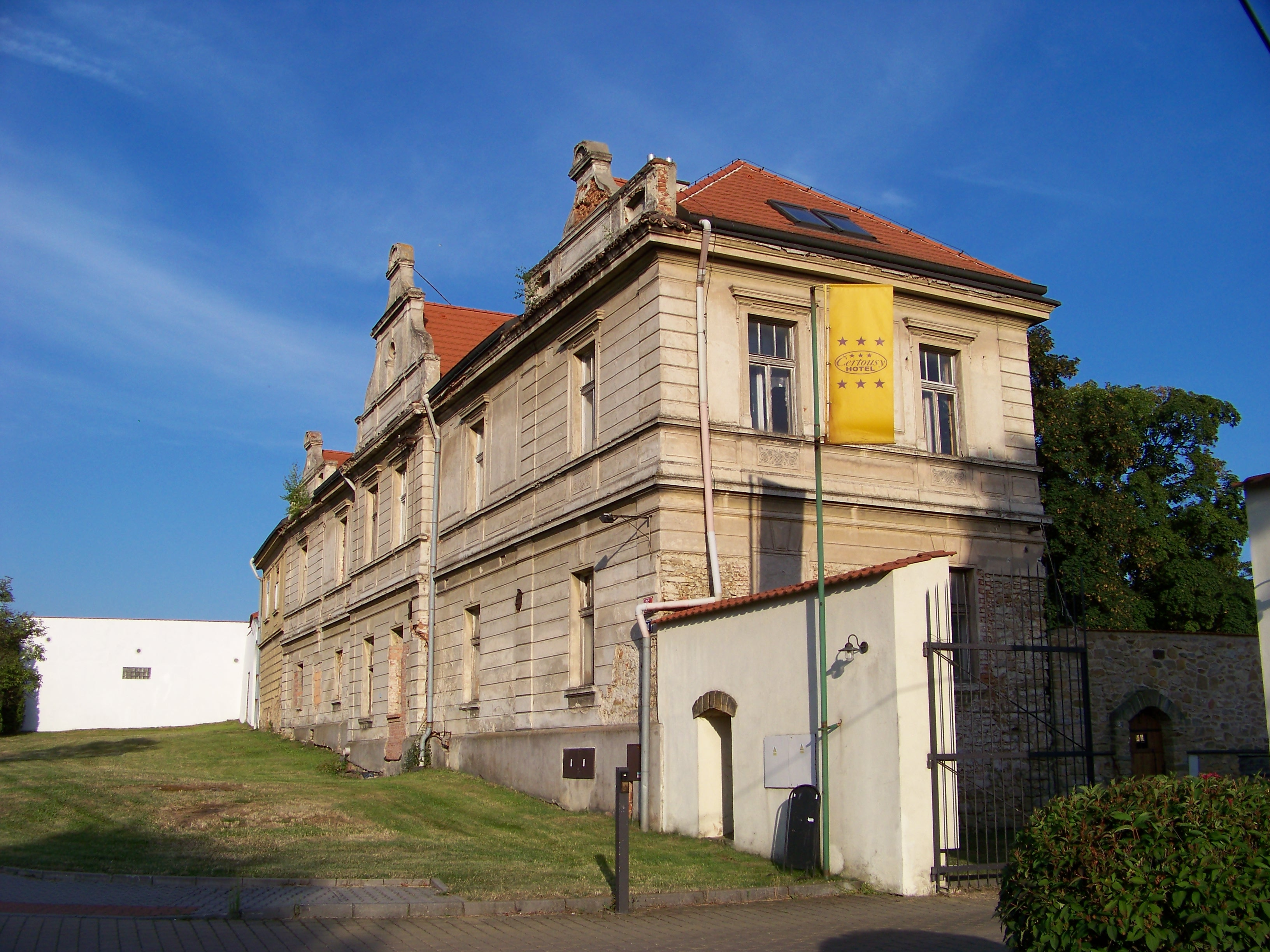
Čertousy, velkostatek (dnes hotel)

Roku 1928 (či 1933) byly k Horním Počernicím připojeny Čertousy. Na základě návrhu z roku 1941 a souhlasu obcí ze 13. září 1941 nařídil okresní úřad Praha-venkov k 1. únoru 1943 připojení obcí Chvaly a Svépravice (s Xaverovem) ke stávající obci Horní Počernice. Roku 1947 proběhla volba představitelů nové, sloučené obce. Kromě zmíněných obcí leží na území Horních Počernic též území bývalé vsi Babice, která zanikla během třicetileté války. Rozhodnutím středočeského krajského národního výboru ze 27. prosince 1968 byla obec Horní Počernice povýšena od 1. ledna 1969 na město, kterému byl udělen i znak, platný do současnosti  (ve stříbrno-červeně šikmo děleném štítě černý kůň se zlatou zbrojí a uzděním skákající přes tři volné zlaté obilné klasy, prostřední se dvěma, krajní s vnějším listem).
Roku 1974 byly Horní Počernice připojeny k Praze a začleněny do městského obvodu Praha 9, zůstal jim však vlastní místní národní výbor. Roku 1990 bylo území působnosti MNV Horní Počernice transformováno v městskou část Praha-Horní Počernice.

## Členění
Slučování obcí Horní Počernice, Chvaly, Svépravice a osad Čertousy a Xaverov proběhlo natolik důkladně, že jejich někdejší hranice nelze vyčíst ani z katastrálních hranic (Horní Počernice tvoří dnes jediné katastrální území), ani z popisných čísel (i ta byla sloučena do jedné řady). Horní Počernice se statisticky člení do 18 základních sídelních jednotek; z jejich vymezení lze zhruba odvodit hranici mezi Chvaly a Horními Počernicemi (v linii Jívanské ulice se zakřivením k Libáňské ulici) či vymezení Xaverova, avšak Svépravice patří z větší části do ZSJ Chvaly a Čertousy do ZSJ Horní Počernice a Cirkusová.
Základní sídelní jednotky Horních Počernic:
- Horní Počernice (historické jádro Horních Počernic a Čertous a oblast zástavby jižně od trati 231 a východně od Jívanské ulice)
- Ve žlíbku (sídliště kolem ulice Ve Žlíbku a oblast jižně – ul. Markupova, Dandova, V Slavětíně)
- Cirkusová (severní část Čertous a průmyslová zóna severně od trati 231 u Čertous)
- K Vinoři (severně od ZSJ Cirkusová)
- Horní Počernice-sever (průmyslová zóna severně od trati 231 vymezená ulicemi Bystrá, F. V. Veselého a Ve Žlíbku, plus oblast nádraží a chvalského hřbitova)
- Komerční zóna Horní Počernice-sever (průmyslová zóna severně od ZSJ Horní Počernice-sever, vymezená ulicemi F. V. Veselého, Bystrá, Novopacká, Ve Žlíbku, dříve část ZSJ K Vinoři)
- Horní Počernice-za Novopackou (dřívější ZSJ Satalice-východ C, severně od ZSJ Komerční zóna Horní Počernice-sever)
- Chvaly (Chvaly až k Jívanské ulici a většina Svépravic)
- Za poděbradskou silnicí (průmyslová zóna severně od Chval a trati 231, vymezená ulicemi Novopacká a Bystrá)
- Horní Počernice-západ (bývalá ZSJ Satalice-východ B, neosídlená oblast severně od trati 231 mezi tratí 070 a silnicí I/10)
- U Černého Mostu-východ (dřívější ZSJ Rajská zahrada A severně od Chlumecké a Náchodské poblíž stanice metra Černý Most, oblast obchodů Makro, Hornbach, Sconto a pás včetně Chvalského lomu až ke Stoliňské ulici)
- U starých rybníků (oblast jižně od Chval a západně od Svépravic)
- U starých rybníků-jih (dřívější ZSJ U hvozdu, část Svépravic jižně od dálnice D11)
- U starých rybníků-západ (dřívější ZSJ Za hřbitovem B; výběžek západně od Pražského okruhu)
- Xaverov
- Xaverov-východ (průmyslový areál)
- Nad křížky (oblast západně od Horních Počernic a Xaverova až k hranici Klánovic a hranici Prahy)
- Nad křížky-jih (dřívější ZSJ U křížku B v Klánovickém lese)

## Statistika

### Vývoj počtu obyvatel jednotlivých obcí
| Obec                       | 1843 | 1857 | 1869 | 1880 | 1890 | 1900 | 1910 | 1920 | 1930 | 1940 | 1941 |
| -------------------------- | ---- | ---- | ---- | ---- | ---- | ---- | ---- | ---- | ---- | ---- | ---- |
| Chvaly                     | 491  | 551  | 620  | 630  | 697  | 706  | 789  | 988  | 1772 | 1850 | 2059 |
| Horní Počernice a Čertousy | 735  | 864  | 940  | 1055 | 1090 | 1145 | 1177 | 1533 | 3370 | 4380 | 4156 |
| Svépravice a Xaverov       | 143  | 126  | 150  | 183  | 151  | 194  | 212  | 225  | 1182 | 2320 | 2507 |
| Celkem                     | 1369 | 1541 | 1710 | 1868 | 1938 | 2045 | 2178 | 2746 | 6324 | 8550 | 8722 |

Počet obyvatel k uvedenémi roku.
Počet obyvatel v roce 1940 v sobě zahrnuje i obyvatele vyhnané z pohraničí po Mnichovské dohodě

### Vývoj počtu obyvatel po sloučení obcí
| Rok            | 1945 | 1950 | 1960 | 1970 | 1980  | 2011  | 2021  |
| -------------- | ---- | ---- | ---- | ---- | ----- | ----- | ----- |
| počet obyvatel | 7696 | 7742 | 8332 | 8994 | 10778 | 15262 | 15303 |

### Významná historická výročí
- 4500 př. n. l. – První osídlení
- 1088 – První písemná zpráva o Chvalech
- 1322 – První písemná zpráva o vesnici Počernice
- 1357 – Prodej tvrze v Čertousích a vsi Horní Počernice Karlově univerzitě
- 1420 – První písemná zpráva o Svépravicích
- 1428 – První písemná zmínka o gotické tvrzi Chvaly
- 1639 – Třicetiletá válka
- 1652 – Sjednocení obcí – jezuité
- 1660 – Výstavba kaple
- 1734 – Přestavba původní Chvalské tvrze
- 1750 – Kaplička ve Svépravicích
- 1770 – Vybudování kapličky na Křovinově náměstí
- 1774 – Zřízena škola v Horních Počernicích
- 1777 – Založen hřbitov
- 1779 – První písemný záznam o Xaverově
- 1787 – Zřízena škola ve Chvalech
- 1790 – Vybudování císařské silnice
- 1793–1794 – Přestavba kostela do současné podoby
- 1874 – Provoz na první železniční koleji Praha – Lysá nad Labem
- 1875 – Výstavba věže pro zvony u kostela ve Chvalech
- 1878 – Založen hasičský sbor Chvaly
- 1888 – Založen hasičský sbor Horní Počernice
- 1895 – Založení hasičského sboru Svépravice
- 1905 – Založení Jednoty sokolské
- 1908 – Založen spořitelní a záložní spolek Raiffeisenka pro Chvaly a Svépravice
- 1908 – Zřízen sirotčinec ev. jednoty Žižkov v bývalém mlýně ve Chvalech
- 1912 – Založení Kroužku mládenců
- 1919 – Založení hudebního kroužku Lyra
- 1920 – Založení sportovního klubu SC Xaverov Horní Počernice, kopaná
- 1923 – První rozsvícená elektrická světla v Horních Počernicích
- 1924 – Budování kanalizace u hlavní komunikace (dnešní Náchodská)
- 1924 – Ordinace prvního místního lékaře
- 1924 – První rozsvícená světla ve Svépravicích
- 1925 – První rozsvícená světla ve Chvalech
- 1925 – Zprovoznění druhé koleje Severozápadní dráhy
- 1928 – Čertousy se staly součástí Horních Počernic
- 1930 – Přeměna Kroužku mládenců na Besedu J. K. Tyl
- 1934 – Zřízena samostatná škola ve Svépravicích
- 1936 – Obec Horní Počernice povýšena na městys
- 1943 – Sloučení obcí Chvaly, Svépravice, Čertousy, Xaverov a Horní Počernice v jednu obec - Horní Počernice
- 1947 – Spojení stvrzeno svobodnou volbou zvolených představitelů obcí
- 1954 – Zprovoznění koupaliště budovaného od roku 1951
- 1969 – Horní Počernice se staly městem
- 1974 – Připojení Horních Počernic k Praze
- 1990 – Ivan Liška předsedou MNV
- 1991 – Zahájení rozsáhlé výstavby vodovodu, plynovodu a kanalizací
- 1993 – Zřízení gymnázia
- 1996 – Zahájení obnovy Chvalského zámku
- 1998 – Zahájení výstavby čistírny odpadních vod a kanalizací
- 1999 – Nová cyklistická stezka Horní Počernice – Klánovice
- 2000 – Zahájení přestavby fotbalového stadionu
- 2001 – Rekonstrukce divadla v přírodě
- 2001 – Výstavba nové školy ve Chvalech
- 2001 – Zřízení správního obvodu hlavního města
- 2001 – Otevřena nová budova úřadu
- 2002 – Zahájení výstavby komerční zóny
- 2003 – Zahájení přestavby kina na divadlo Pohoda
- 2006 – Začátek výstavby logistického parku VGP Park (od roku 2014 P3 Prague Horní Počernice)
- 2008 – Dokončena rekonstrukce Chvalského zámku[10]
- 2011 – Zahájena rekonstrukce nádraží Praha-Horní Počernice
- 2024 – Otevřena nová moderní tělocvična o ploše 1200 metrů čtverečních v ulici Jívanská
- 2024 – Dokončena dlouholetá rekonstrukce nádraží Praha-Horní Počernice

### Dochované památky
- Chvalský zámek
- kostel sv. Ludmily
- barokní kaple polygonálního tvaru (na Křovinově náměstí) – datovaná do r. 1770
- zámecká budova
- kaplička sv. Antonína s cibulovitou věžičkou – při rekonstrukci roku 1992 byla v ní objevena zakládací listina z r. 1871
- školní budova v Bartlově ulici
- Xaverovský zámeček
- odvzdušňovací věže káranského vodovodu (u čp. 292)[11]
- pomníky /památníky:
- * Obětem první světové války – sousoší ženy s plačícím dítětem, Antonín Lhoták (1928)
- * Pamětní kámen obětem druhé světové války[12]
- bývalý areál zimoviště Čs. státních cirkusů, adaptovaný na depozitáře Národního muzea
- dvě bronzová sousoší Osvobození Rudou armádou a Socialistická rodina

## Školství

### Mateřské školy
- Mateřská škola U Rybníčku
- Mateřská škola Chodovická, Mateřská škola Ratibořická (patří k sobě)
- Mateřská škola Spojenců

### Základní školy
- Fakultní základní škola Chodovická
- Základní škola Ratibořická
- Základní škola Stoliňská
- Základní škola Spojenců (pouze třídy I. stupně)
- Speciální škola Bártlova

### Střední školy a gymnázia
- Střední odborná škola pro administrativu Evropské unie
- Gymnázium Chodovická

### Ostatní
- Mateřská škola speciální, Základní škola praktická a Základní škola speciální Praha 9
- Základní umělecká škola Ratibořická

## Sport, volný čas a kultura
- Fotbal SC Xaverov Horní Počernice
- Sokol Horní Počernice
- Dům dětí a mládeže
- MUM - rodinné centrum
- Středisko křesťanské pomoci Horní Počernice
- Oheň - 27. skautské středisko Horní Počernice
- Knihovna Horní Počernice
- Divadlo Horní Počernice
- Chvalská tvrz
- Kulturní centrum "Domeček"

Každoročně se na Chvalské tvrzi pořádá Počernické pálení čarodějnic, které je každoročně jednou z největších kulturních akcí, která přiláká tisíce obyvatel Horních Počernic, ale i okolních čtvrtí a měst. Dále se na Chvalském zámku konají celoročně významné výstavy, které cílí na různé věkové kategorie. V místních tělocvičnách se každý den odehrávají kurzy a kroužky jak pro děti, tak dospělé. Na významu poslední dobou získává mládežnický florbalový tým Horse Power. Nesporný význam pro celé Horní Počernice a okolí má i divadlo, které má zde dlouhou tradici v podobě ochotnických a profesionálních souborů. Kromě Divadla v přírodě získává poslední dobou na významu také Divadlo Horní Počernice, které vzniklo přestavbou kina. Zde pravidelně vystupují přední divadelní herci jako Vilma Cibulková, Miroslav Etzler, Eliška Balzerová aj.

## Osobnosti
- František Černý
- Gotthard Černý
- Antonín Jelínek
- Josef Laštovička
- František Štverák
- František Vítězslav Veselý, starosta Počernic, poslanec Říšské rady
- Josef Hůza
- Dr. Ing. arch. Josef Danda
- Václav Šplechner
- Karel Smíšek
- Anna Kmoníčková
- Eva Dörflerová
- Anna Řezáčová
- Vladimír Stoklasa
- Anna Asterová
- Robert Vrchota
- Václav Markup
- Ing. František Novotný
- Ing. Karel Tomáš
- Jaroslav Bártl
- Zdeněk Mareš
- Vilma Cibulková
- Kristina Martinková-Markupová
- RNDr. Antonín Holý, DrSc.
- Helena Fuchsová
- Libuše Váchalová
- Jiří Boušek
- Jana Boušková
- Jiří Kubita
- Jiří Brabec
- Háta Sasmanová

## Doprava
I když se Horní Počernice nacházejí na samé periferii Prahy, mají dobré spojení s centrem. Pomocí MHD lze během 15-40 minut dosáhnout centra města. Využít lze kombinaci autobus + metro nebo vlakové nádraží Horní Počernice, ze kterého ve všední dny čtyřikrát do hodiny odjíždějí vlaky směr Praha Masarykovo nádraží a Praha hlavní nádraží. Vlakové nádraží mohou občané využívat již od roku 1873.
Prochází tudy několik cyklistických tras - celostátní trasy 14 a 0036, pražské trasy A26, A50 a A258, a okružní trasa 8100.
Horní Počernice jsou ze tří stran uzavřeny dálnicemi D0, D10 a D11 s adekvátním dopadem na zdraví a pohodlí obyvatel.

## Seznam autobusových zastávek v Horních Počernicích
Chvaly, Vojická, Nádraží Horní Počernice, Lukavecká, Divadlo Horní Počernice, Na Kovárně, Bártlova, Čertousy, Komárovská, Třebešovská, Ve Žlíbku, Jizbická, Pavlišovská, Chodovická, Sídliště Horní Počernice, Sportovní centrum Horní Počernice, Jeřická, Khodlova, Vysokovská, Libošovická, Krahulčí, Svépravice, Na Svěcence, Sekeřická, U Tabulky, Stavební zóna Horní Počernice, Logistická zóna Horní Počernice, Františka Veselého, Paceřická, Do Čertous, K Zelenči, Vlastibořská, Sezemická, Xaverovský Háj, Ke Xaverovu, Xaverov

## Partnerská města
- Bořetice[zdroj?]
- Brunsbüttel (DE)[13]
- Mions (FR)[13]

## Fotogalerie

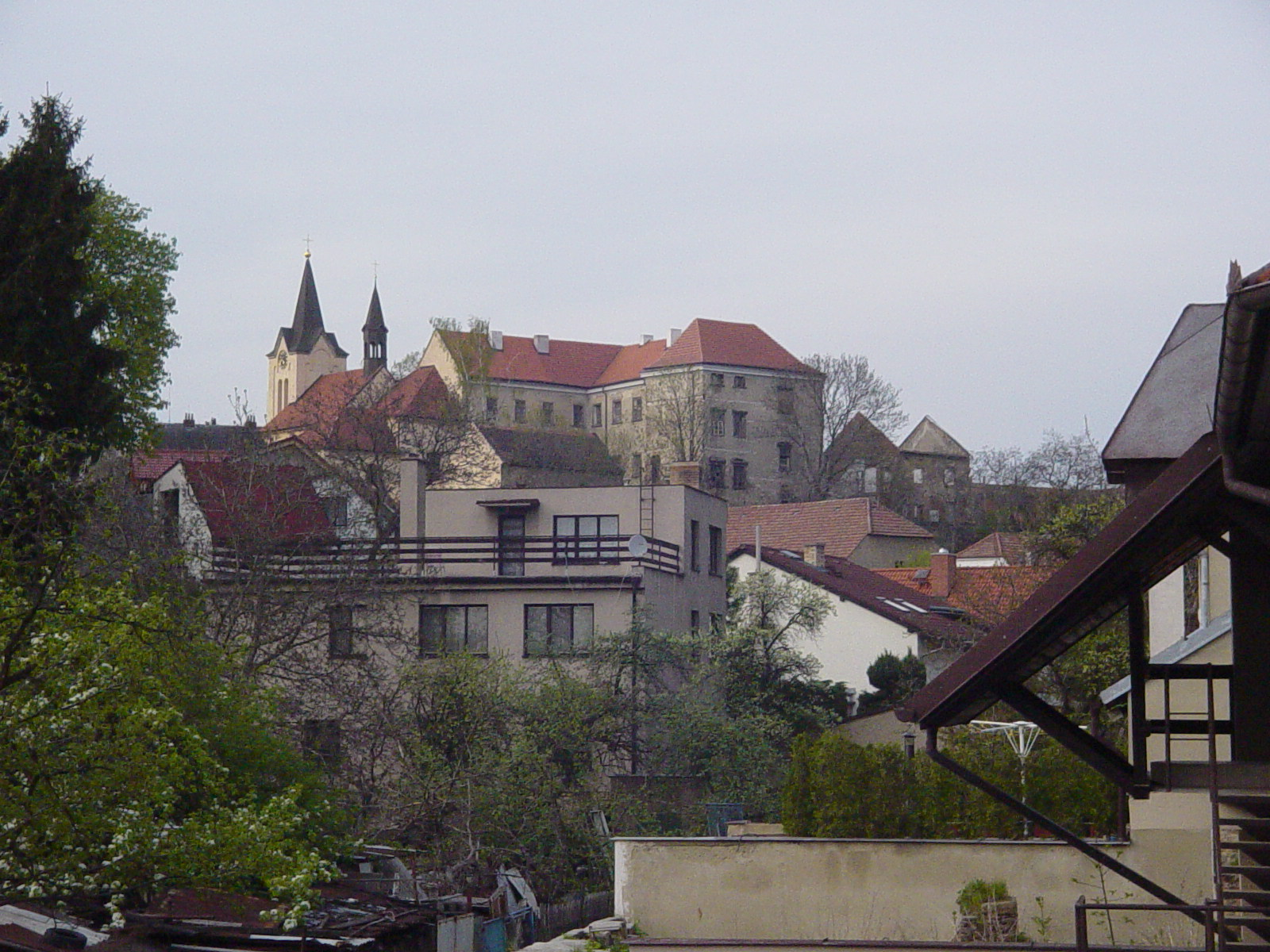
Chvalská tvrz
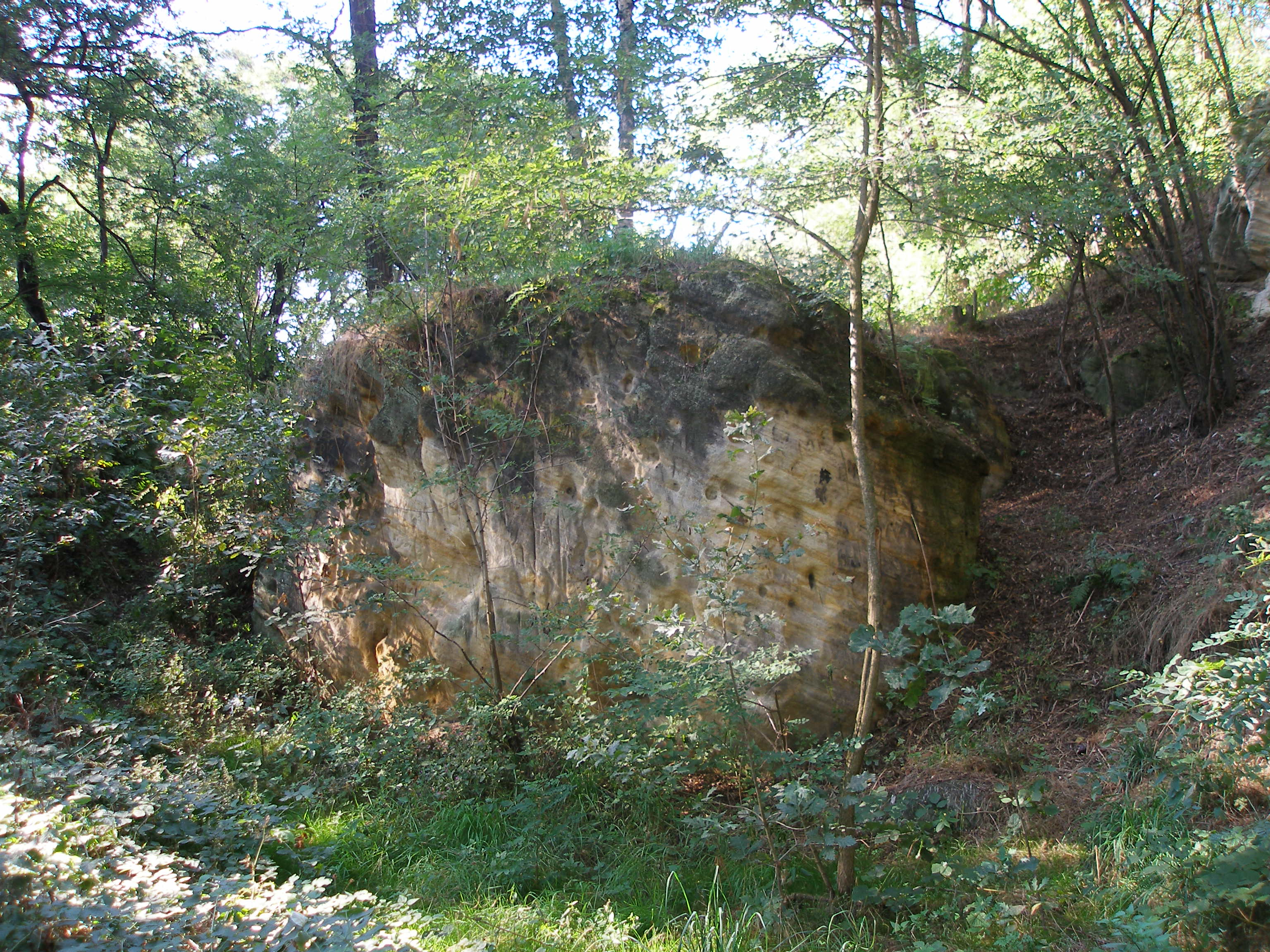
Zaniklá pískovna
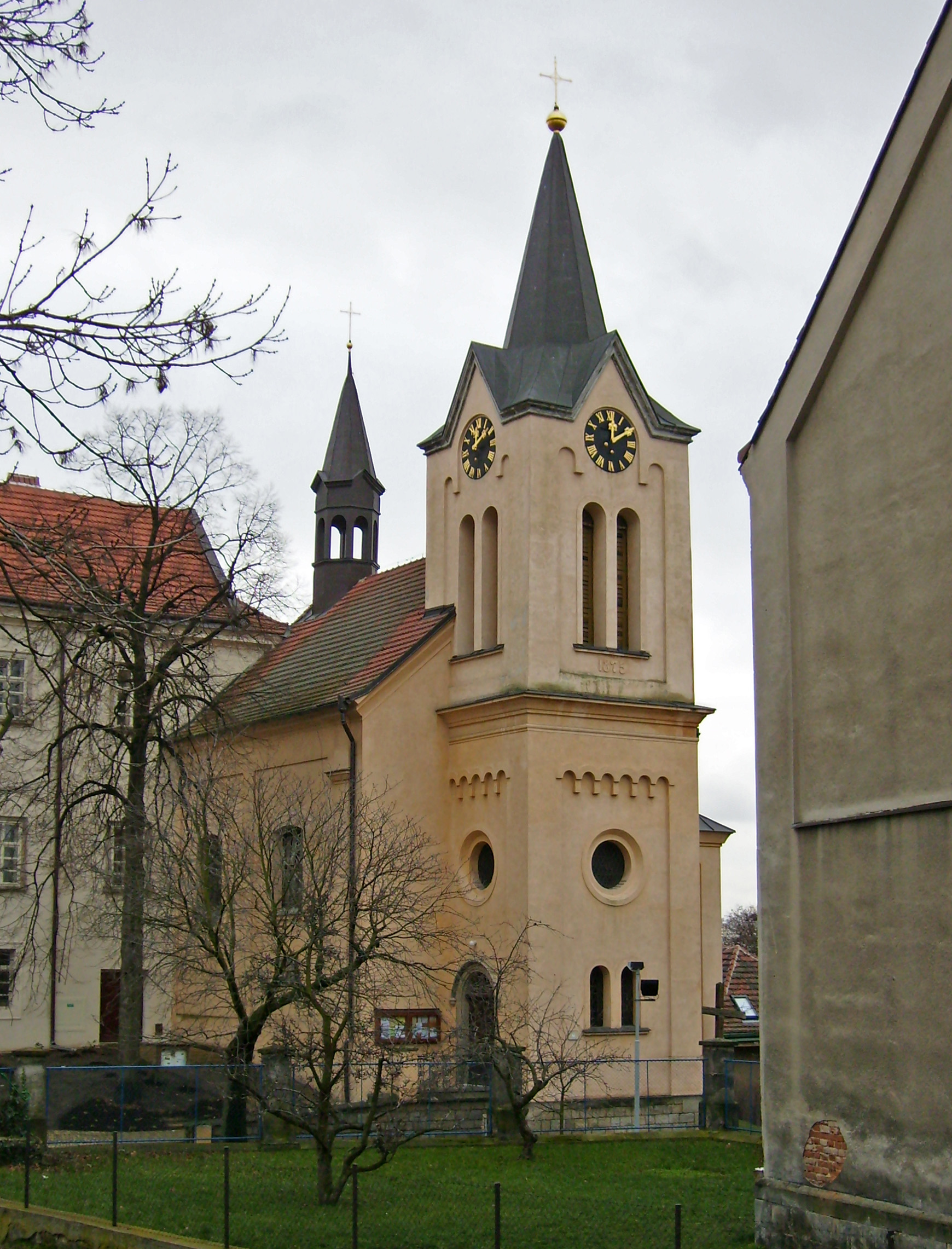
Kostel u tvrze v Horních Počernicích
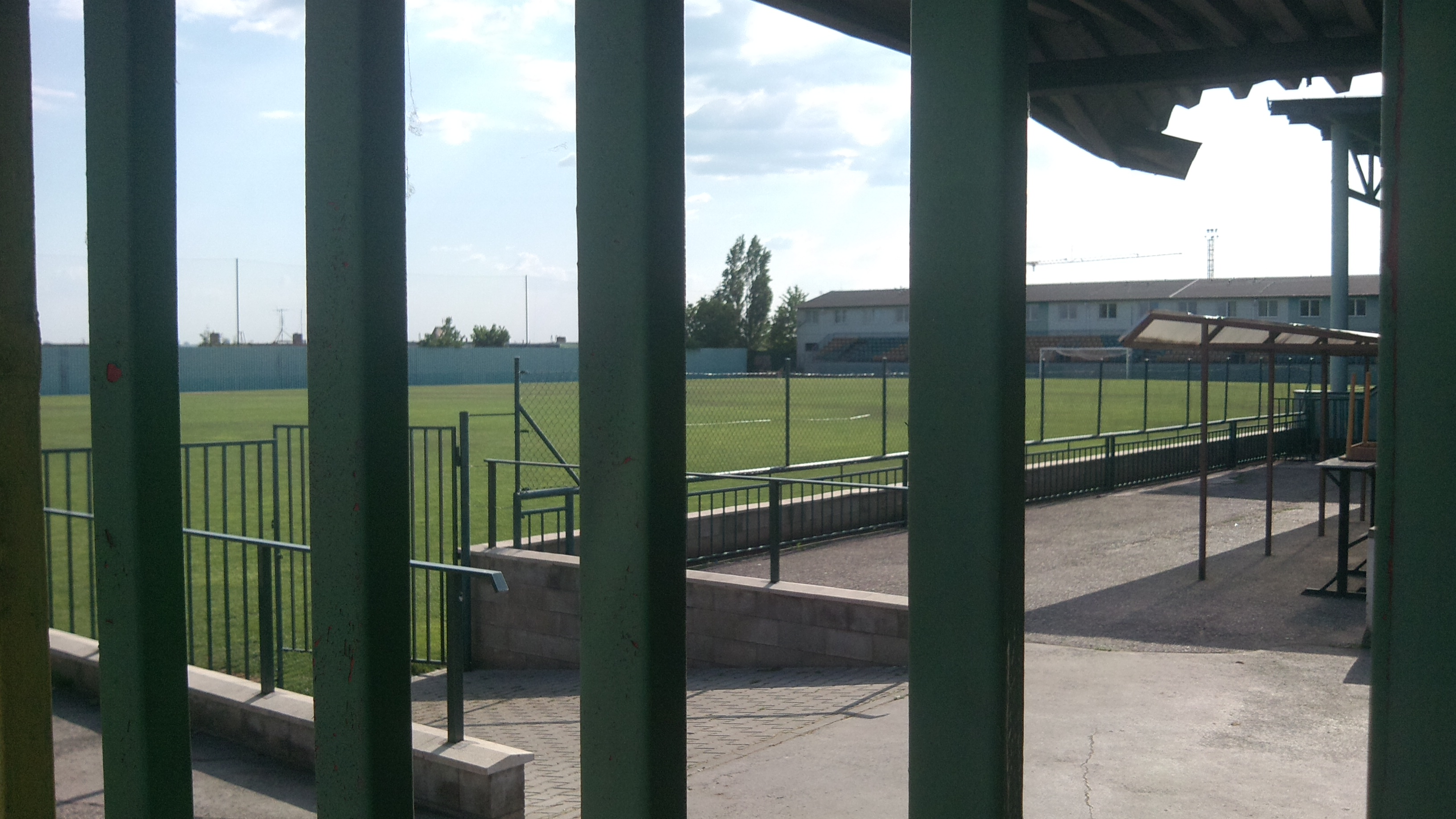
Fotbalové hřiště na Xaverově